# زاگان (استان آمور)
زاگان (به لاتین: Zagan) یک منطقهٔ مسکونی در روسیه است که در استان آمور واقع شده‌است.